# Павло (Вільчинський)
Єпископ Павло (в миру Іван Єлевфер'євич Вільчинський; 1829, село Мала Жмеринка — 4 (17) червня 1908, Балашов) — український релігійний та освітній діяч. Духовний письменник. Єпископ Російської православної церкви. 

## Життєпис
Народився в родині священника у селі Мала Жмеринка, Вінницький повіт, Подільська губернія. 1849 р. — закінчив Подільську духовну семінарію. 1853 р. — Київську духовну академію.
29 червня 1853 р. — пострижений у чернецтво з іменем Павло, 10 липня — ієродиякон, 15 липня — ієромонах.
30 травня 1856 р. — магістр богослов'я та призначений професором Полтавської духовної семінарії.
6 листопада 1857 р. — інспектор Харківської духовної семінарії.
14 січня 1862 р. — зведений в сан архімандрита.
3 квітня 1867 р. — ректор Володимирської духовної семінарії.
8 січня 1878 р. — хіротонія на єпископа Сарапульського, вікарій В'ятської єпархії (Удмуртія).
4 лютого 1878 р. — єпископ Чебоксарський, вікарій Казанської єпархії (Чувашія).
5 квітня 1882 р. — єпископ Саратовський та Царицинський (Ерзянь Мастор).
16 грудня 1889 р. — єпископ Астраханський та Єнотаєвський.
21 листопада 1892 р. — єпископ Могилевський та Мстиславський.
19 грудня 1892 р. — удруге єпископ Астраханський та Єнотаєвський.
13 листопада 1893 р. — єпископ Пензенський та Саранський.
У Пензі почав будівництво нової будівлі семінарії, яке було завершене і освячене у 1899 році. Для єпархіального жіночого училища була збудована п'ятиповерхова будівля гуртожитку, а для Пензенського духовного училища почато будівництво нового навчального корпусу.
Багато уваги приділяв будівлі храмів та монастирів, відкриттю нових церковно-приходських шкіл, навчанню священнослужителів, розповсюдженню благодійності.
1899 р. — почесний член Казанської духовної семінарії.
1901 р. — єпископ Павло захворів і звернувся до Синоду із проханням про звільнення на покій.
4 червня 1902-го  — прохання було виконане, пішов жити до Балашовського Покровського монастиря, Саратовської єпархії, де і помер 4 червня 1908.
Після революції монастир був зруйнований, місце де він похований на тепер невідоме.